# Nordkvaløya
Nordkvaløya is een onbewoond eiland in de provincie Troms in Noorwegen. Het eiland maakt deel uit van de gemeente Karlsøy. Nordkvaløya is in zijn geheel beschermd natuurgebied. Het hoogste punt is Storalangen: 736 meter boven zeeniveau.